# Colorado Springs
Colorado Springs es una ciudad ubicada en el condado de El Paso, del cual es sede, en el estado estadounidense de Colorado. En el Censo de 2010 tenía una población de 416 427 habitantes y una densidad poblacional de 824,93 personas por km².

## Geografía

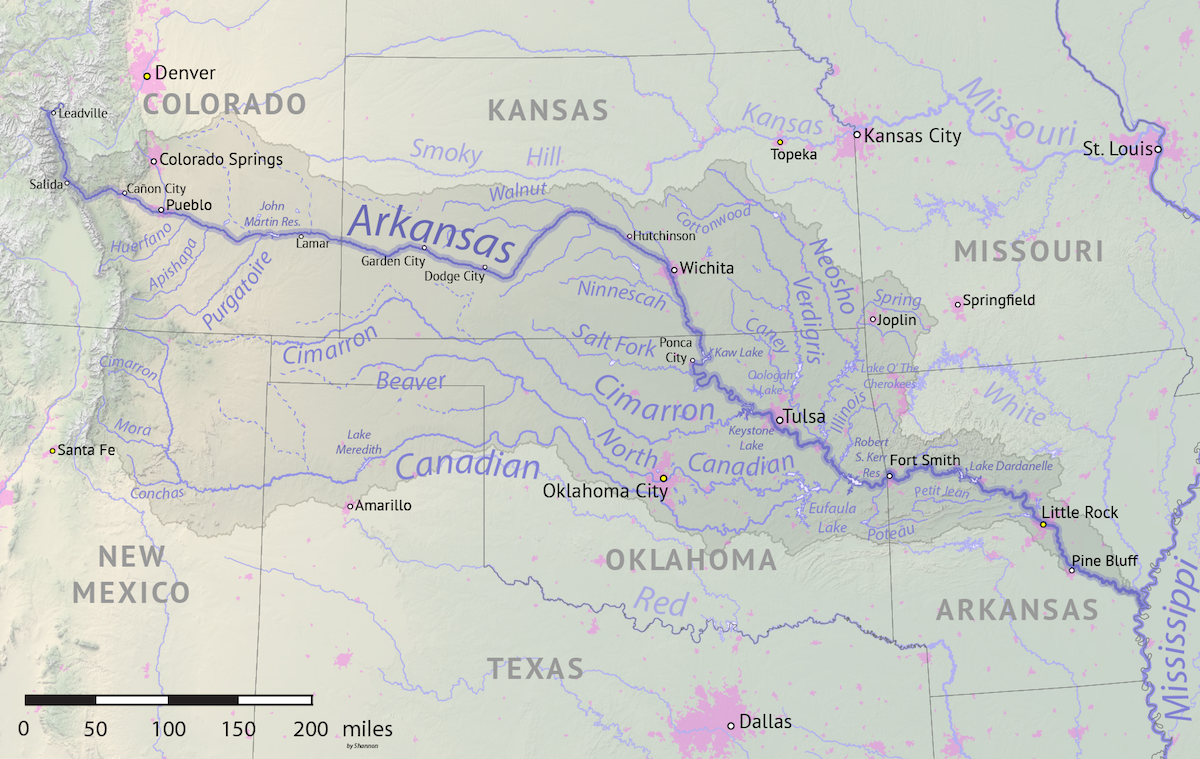
Mapa del río Arkansas en el que aparece Colorado Springs a la izquierda

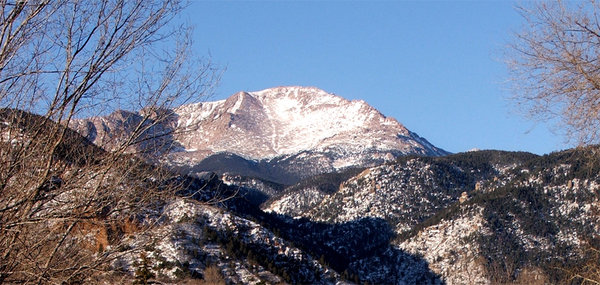
Pikes Peak, en las Montañas Rocosas

Según la Oficina del Censo de los Estados Unidos, Colorado Springs tiene una superficie total de 504.8 km², de la cual 503.85 km² corresponden a tierra firme y (0.19%) 0.95 km² es agua.

### Clima
| Parámetros climáticos promedio de Colorado Springs, Colorado (Aeropuerto de Colorado Springs), normales 1991–2020, extremos 1894–presente | Parámetros climáticos promedio de Colorado Springs, Colorado (Aeropuerto de Colorado Springs), normales 1991–2020, extremos 1894–presente | Parámetros climáticos promedio de Colorado Springs, Colorado (Aeropuerto de Colorado Springs), normales 1991–2020, extremos 1894–presente | Parámetros climáticos promedio de Colorado Springs, Colorado (Aeropuerto de Colorado Springs), normales 1991–2020, extremos 1894–presente | Parámetros climáticos promedio de Colorado Springs, Colorado (Aeropuerto de Colorado Springs), normales 1991–2020, extremos 1894–presente | Parámetros climáticos promedio de Colorado Springs, Colorado (Aeropuerto de Colorado Springs), normales 1991–2020, extremos 1894–presente | Parámetros climáticos promedio de Colorado Springs, Colorado (Aeropuerto de Colorado Springs), normales 1991–2020, extremos 1894–presente | Parámetros climáticos promedio de Colorado Springs, Colorado (Aeropuerto de Colorado Springs), normales 1991–2020, extremos 1894–presente | Parámetros climáticos promedio de Colorado Springs, Colorado (Aeropuerto de Colorado Springs), normales 1991–2020, extremos 1894–presente | Parámetros climáticos promedio de Colorado Springs, Colorado (Aeropuerto de Colorado Springs), normales 1991–2020, extremos 1894–presente | Parámetros climáticos promedio de Colorado Springs, Colorado (Aeropuerto de Colorado Springs), normales 1991–2020, extremos 1894–presente | Parámetros climáticos promedio de Colorado Springs, Colorado (Aeropuerto de Colorado Springs), normales 1991–2020, extremos 1894–presente | Parámetros climáticos promedio de Colorado Springs, Colorado (Aeropuerto de Colorado Springs), normales 1991–2020, extremos 1894–presente | Parámetros climáticos promedio de Colorado Springs, Colorado (Aeropuerto de Colorado Springs), normales 1991–2020, extremos 1894–presente |
| Mes | Ene. | Feb. | Mar. | Abr. | May. | Jun. | Jul. | Ago. | Sep. | Oct. | Nov. | Dic. | Anual |
| --- | --- | --- | --- | --- | --- | --- | --- | --- | --- | --- | --- | --- | --- |
| Temp. máx. abs. (°C) | 22.8 | 25 | 27.2 | 30.6 | 34.4 | 38.3 | 37.8 | 37.2 | 36.7 | 30.6 | 25.6 | 25 | 38.3 |
| Temp. máx. media (°C) | 7.2 | 8.1 | 12.7 | 16.1 | 21.5 | 27.6 | 30.3 | 28.7 | 25.1 | 18.2 | 11.6 | 7 | 17.8 |
| Temp. media (°C) | -0.1 | 0.8 | 5.1 | 8.6 | 14.2 | 19.6 | 22.4 | 21.2 | 17.2 | 10.4 | 4.2 | -0.2 | 10.3 |
| Temp. mín. media (°C) | -7.5 | -6.6 | -2.6 | 1.1 | 6.4 | 11.6 | 14.6 | 13.7 | 9.4 | 2.6 | -3.3 | -7.4 | 2.7 |
| Temp. mín. abs. (°C) | -32.2 | -32.8 | -26.7 | -19.4 | -9.4 | -2.8 | 2.8 | 1.1 | -6.7 | -21.1 | -24.4 | -32.8 | -32.8 |
| Precipitación total (mm) | 7.4 | 8.1 | 20.1 | 36.8 | 50.5 | 57.7 | 79.2 | 75.2 | 34.3 | 19.6 | 9.4 | 5.8 | 404.1 |
| Nevadas (cm) | 12.4 | 11.7 | 14.5 | 14 | 1.5 | 0 | 0 | 0 | 0.5 | 6.4 | 11.2 | 10.4 | 82.6 |
| Días de precipitaciones (≥ 0.2 mm) | 3.6 | 4.6 | 6.7 | 8.2 | 10.3 | 9.8 | 12.1 | 12.4 | 6.6 | 4.8 | 4.5 | 3.7 | 87.3 |
| Días de nevadas (≥ 0.2 cm) | 3.9 | 4.4 | 4.9 | 3.6 | 0.6 | 0.0 | 0.0 | 0.0 | 0.3 | 1.7 | 3.7 | 4.0 | 27.1 |
| Horas de sol | 217 | 224 | 279 | 300 | 310 | 330 | 341 | 310 | 270 | 248 | 210 | 217 | 3256 |
| Fuente n.º 1: NOAA | | | | | | | | | | | | | |
| Fuente n.º 2: Weather-US | | | | | | | | | | | | | |

## Demografía
Según el censo de 2010, había 416 427 personas residiendo en Colorado Springs. La densidad de población era de 824,93 hab./km². De los 416 427 habitantes, Colorado Springs estaba compuesto por el 78.84% blancos, el 6.3% eran afroamericanos, el 0.97% eran amerindios, el 3.03% eran asiáticos, el 0.31% eran isleños del Pacífico, el 5.48% eran de otras razas y el 5.07% pertenecían a dos o más razas. Del total de la población el 16.06% eran hispanos o latinos de cualquier raza.

## Turismo
Además de Pikes Peak, hay muchas atracciones turísticas en la zona, incluyendo el Santuario del Sol Will Rogers, el Jardín de los Dioses (en inglés (Garden of the Gods) en la que se destacan  formaciones de arenisca roja, el Manitou Cliff Dwellings, el Complejo de Entrenamiento Olímpico de los Estados Unidos y la Academia de la Fuerza Aérea de los Estados Unidos. De acuerdo con la Oficina de Convención y Visitantes de Colorado Springs, el área atrae cerca de seis millones de turistas cada año.
Colorado Springs es servido por el Aeropuerto de Colorado Springs.

## Industria
- El Centro de Operaciones de la Montaña Cheyenne - Militar: Un centro de comando militar albergado debajo de la Montaña Cheyenne, al sur de Pike Peak.
- Base de la Fuerza Aérea Peterson – Militar
- Academia de la Fuerza Aérea de los Estados Unidos – Militar
- FrontRange Solutions – Software
- La estación maestra del segmento terrestre de GPS (las otras cuatro estaciones del sistema están en Kwajalein, Hawái, Diego García y Ascensión). - Militar

## Educación
El Distrito Escolar 11 de Colorado Springs gestiona escuelas públicas.

### Colegios y Universidades
Colorado Springs es la sede de varias instituciones académicas, tales como Colorado Technical University, Colorado College y la Universidad de Colorado en Colorado Springs (UCCS), además de la Academia de la Fuerza Aérea de los Estados Unidos.

## Equipos deportivos
- El equipo de béisbol Colorado Springs Sky Sox, en la Liga de la Costa Pacífica (clasificación AAA), un equipo de las ligas menores correspondiente a los Colorado Rockies.

- El equipo de fútbol Colorado Springs Switchbacks, en la United Soccer League.

## Religión
En los últimos años, Colorado Springs ha atraído un gran flujo de protestantes. Los grupos protestantes con sede central en Colorado Springs incluyen Enfoque a la Familia (Focus on the Family) (una organización cristiano-política), Compasión International, The Navigators, Youth with a Mission, Young Life y la International Bible Society.

## Eventos
El 23 de enero de 2001, la policía obtuvo un indicio de que los dos miembros del grupo Los 7 de Texas que no habían sido capturados, se estaban escondiendo en el Holiday Inn en Colorado Springs. Los dos fugitivos realizaron algunas transmisiones radiales en vivo antes de ser arrestados. Los 7 de Texas era un grupo criminal buscado por robo evasión de prisión y el asesinato de un oficial de la policía.
El 15 de febrero de 2003, 4000 manifestantes se reunieron en Academy Boulevard para protestar en contra de la Guerra de Irak. Después de la manifestación y marcha pacíficas, la multitud fue dispersada con gases lacrimógenos, rociadores de pimienta y balas de goma. Varios fueron arrestados.
En 2003, se hizo pública la evidencia que acusaba al Departamento de Policía de Colorado Springs por haber colaborado con la Policía de Denver, para reunir lo que se conoce como los Archivos Espía. Estos archivos contienen información reunida por el departamento de policía a través de la vigilancia de activistas, organizaciones, y manifestantes que no habían quebrantado la ley. El Colorado Springs Independent detalló muchas historias al respecto y la Alcaldía investigó los cargos.